# Храм Милосердия и Любви
Храм Милосердия и Любви — старокатолический мариавитский собор, главное здание данной конфессии в Польше. Церковь находится в Плоцке, недалеко от набережной Вислы. Главный праздник в соборе 15 августа — Успение Пресвятой Богородицы. Помимо этого в здании каждый день с 7:30 до 17:00 проходит поклонение Святым Дарам.

## История
В 1902 году Феликса Козловская приобрела небольшую усадьбу в Плоцке, на месте которой в 1911—1914 годах было построено данное здание. Проект здания был разработан в стиле неоготики, при этом были учтены рекомендации Феликсы Козловской и Яна Ковальского. Технические аспекты плана были исправлены двумя другими священниками-мариавитами Вацлавом Пшысецким и Феликсом Шимановским.
Вокруг собора находятся другие церковные здания, образующие общий комплекс — монастырь, семинария, сады, дома мирян и другие постройки. Во время первой мировой в монастыре расположился госпиталь для раненых, а после войны там же был организован детский сад.
Во время немецкой оккупации собор функционировал, хотя нацистские власти постоянно пытались ликвидировать и этот очаг польской культуры. Ими была уничтожена богатая монастырская библиотека, конфисковано типографское оборудование. Однако идея закрыть собор и открыть в его здании кинотеатр так и не была реализована. После войны здание было восстановлено, в крипту возвращены гробы с останками Феликсы Козловской и польских епископов.
В 1962 году министерство культуры и искусства внесло здание в список памятников культуры. В 1970 году по инициативе епископа Вацлава Голембиовского в здании был установлен орган.

## Архитектура
Собор представляет собой трёхнефную базилику, однако в его архитектуре имеются некоторые особенности.
Здание имеет форму буквы E, что символизирует Евхаристию. Главный купол здания венчает огромная монстранция, которую окружают фигуры четырёх ангелов. Ниже написана следующая фраза: пол. Adorujmy Chrystusa Króla panującego nad narodami — Почитаем Христа Царя, правящего над народами. Над фасадом здания имеются три башни, увенчанные коронами — три на центральной и по одной на боковых.
Если внешние стены имеют сероватую окраску, то внутри преобладает белый цвет. Излишние украшения (характерные для католической архитектуры того периода) отсутствуют, равно как и дополнительные алтари. В центре здания под высоким балдахином, держащимся на четырёх колоннах, находится алтарь.
На передней стене балдахина закреплена папская тиара и ключи Святого Петра, что символизирует воплощение высшей власти в Иисусе. Рядом с алтарём находятся скамьи для духовенства.

## Крипта

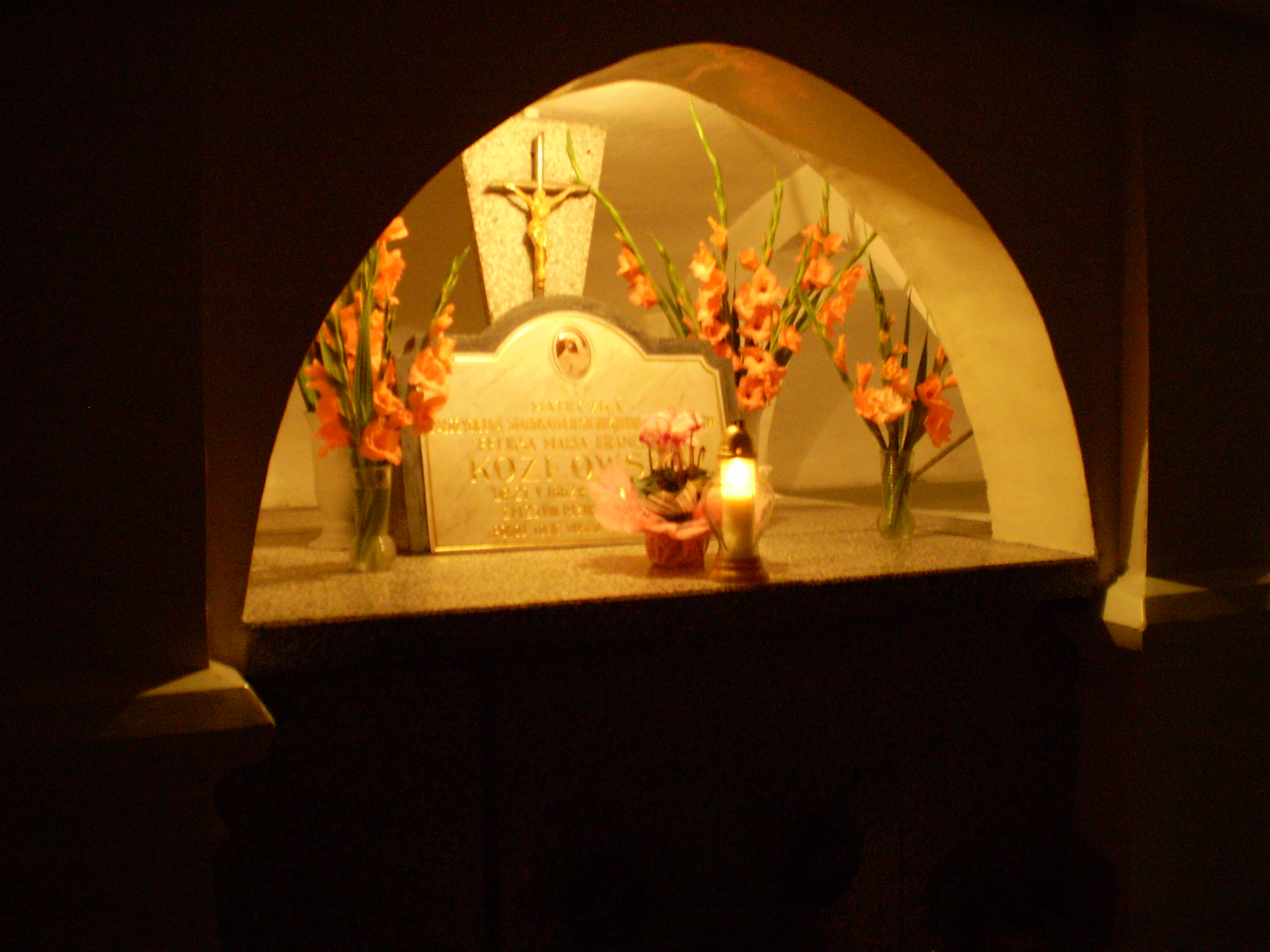
Надгробье Феликсы Козловской

В крипте здания находятся захоронения Феликсы Козловской, епископов Клеменса Фельдмана, Романа Прухневского, Вацлава Пшысецкого, а также мемориальная доска в память о Яне Ковальском, погибшем в немецком концлагере.